# Simon Lasch
Simon Lasch (* 30. September 1796 in Lichtenstadt, Königreich Böhmen; † 21. August 1868 in Prag, Österreich-Ungarn) war ein böhmisch-österreichischer Talmudist und Rabbiner.

## Leben und Karriere
Simon Lasch wurde am 30. September 1796 in der Stadt Lichtenstadt im Nordwesten Böhmens geboren. Aufgrund seiner Gelehrsamkeit wurde er Stiftungsrabbiner, wodurch er sich ganz dem Studium der jüdischen Lehre und ihrem Unterricht widmen konnte. Im Laufe seines Lebens kommentierte Lasch den gesamten Talmud, wobei allerdings nur seine Kommentare zu den sechs Mischnaordnungen gedruckt wurden. In den Einleitungen der sechs separaten Drucke stehen Teile aus zahlreichen Predigten Laschs. Sie zeigen den begnadeten synagogischen Redner als einen der letzten Vertreter der alten Prager Rabbinertradition. Jedoch erkannte er bereits deutlich die andersartige Zeitströmung und ihre Anziehungskraft. Deshalb versuchte er auch vermehrt die altjüdischen Werte hervorzutun, wie zum Beispiel die periodisch wiederkehrende Sabbatruhe gegen die unaufhörliche Unruhe der neuen Zeit. Lasch starb am 21. August 1868 im Alter von 71 Jahren in Prag.
Der Name Lasch ist eine hebräische Abkürzung seines Geburtsortes. Somit ist er auch unter den Namen Simon Lichtenstadt oder Simeon ben Jehuda bekannt. Weitere bekannte Namen sind Shimon ben Yehudah Likḥtenṣtaḍt, Simeon ben Jehuda Lőb Liechtenstadt, Simon ben Juda Lash, Shimon ben Yehudah Lash oder Shimon ben Yehudah Lesh. Sein schriftlicher Nachlass befindet sich heute im Staatlichen Jüdischen Museum Prag.